# Donzela-do-Mediterrâneo
A donzela-do-Mediterrâneo, chromis-do-Mediterrâneo (Português brasileiro) ou castanheta (Português europeu) (Chromis chromis), é uma espécie de pomacentrídeo que pertence ao gênero Chromis. É um peixe pequeno, os adultos possui coloração negra-amarronzada com poucos traços azul e os jovens possuem coloração azul neon, que mede entre 13 cm a 25 cm. A espécie foi descoberta em 1758, por Linnaeus.

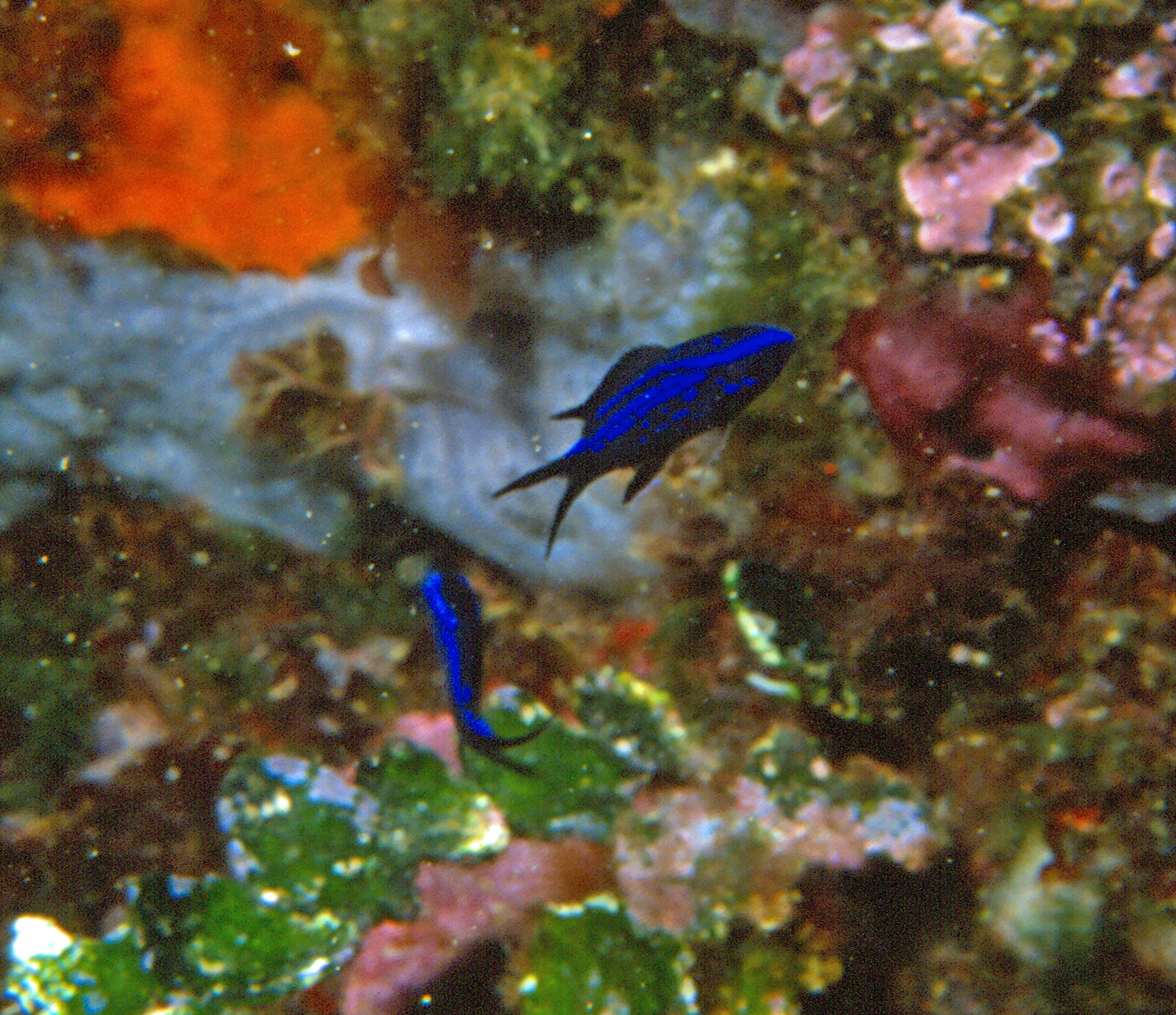
Jovens com coloração azul neon

## Distribuição e habitat
A donzela-do-Mediterrâneo ocorre no Atlântico Oriental, de Portugal a Angola, incluindo a Região da Macaronésia e ilhas do Golfo da Guiné. Encontrado em todo o Mar Mediterrâneo e é incomum no Mar Negro e no Mar de Mármara.
Seu habitat natural são recifes e costões rochosos, podendo ser encontrados de 2 a 40 m de profundidade.

## Biologia
Vivem em cardumes em meia-água, são ovíparos, as fêmeas colocam os ovos em substratos rochosos e os machos os protegem até eclodirem e fazerem parte do planctôn.
Alimentam-se de copépodes e larvas de bivalvia do zooplanctôn. Por serem peixes que vivem em meia-água, às vezes são confrontados pelas ondas da superfície da água, consequentemente, a espécie aprendeu um comportamento denominado polarização. A polarização ocorre quando a espécie mergulha para profundidades maiores, deixando seu alimento para trás, como um mecanismo para evitar o confronto.

## Predadores
Por serem peixes pequenos, geralmente são presas fáceis, a maioria dos seus predadores são desconhecidos, mas há registros na Itália de exemplares sendo predados por Scorpaena porcus e na Espanha sendo predados por Epinephelus marginatus.